# Осока двудомная
Осо́ка двудо́мная (лат. Carex dioica) — многолетнее травянистое растение, вид рода Осока (Carex) семейства Осоковые (Cyperaceae).

## Ботаническое описание

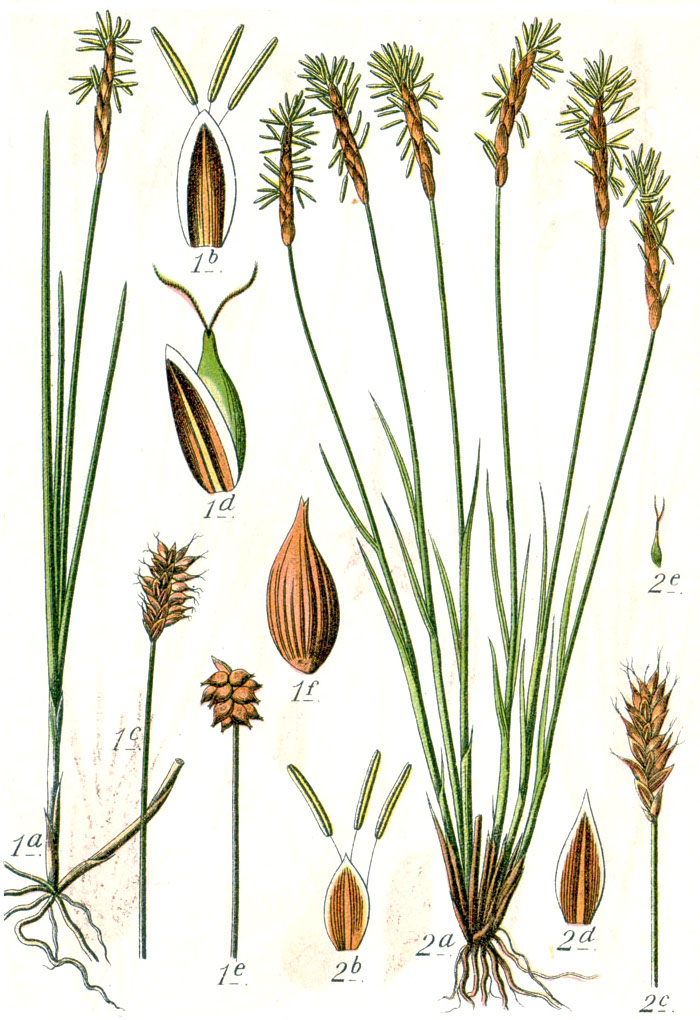
1 — Carex dioica

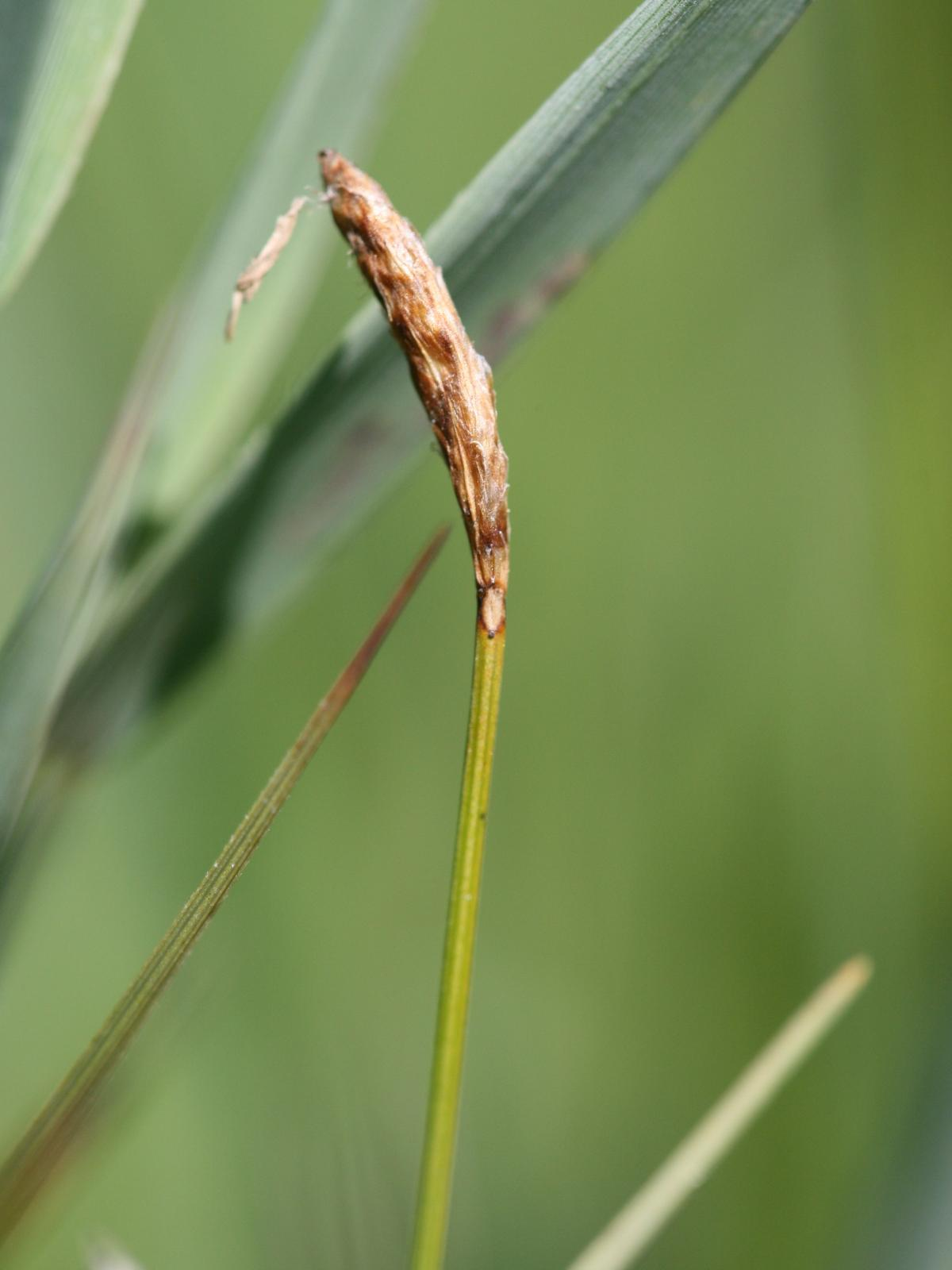
Мужское соцветие

Растение с тонкими ползучими корневищами.
Стебли немногочисленные, почти цилиндрические, очень тонко и неясно бороздчатые, 10—40 см высотой.
Листья щетиновидные, гладкие, реже кверху могут быть шероховатыми.
Колосок тычиночный или пестичный (растения двудомные), очень редко андрогинный (с 1—2 пестичными цветками у основания). Тычиночные колоски продолговато-булавовидные; чешуи округло-тупые, ржавые, почти без перепончатого края. Пестичные колоски плотные, продолговато-яйцевидные или яйцевидные, 0,6—1,5 см длиной. Кроющие чешуи яйцевидные или широкояйцевидные, тупые или притуплённые, большей частью тёмно-бурые, с широкими, иногда с очень узкими белоперепончатыми краями, короче мешочков. Мешочки яйцевидные, плоско- или неравно-двояковыпуклые, толстокожистые, (2,5)3—3,5(4,5) мм длиной, зрелые горизонтально или вниз отклонённые, с утолщёнными жилками, на короткой утолщённой ножке, постепенно, с небольшим изгибом сужены в шероховатый цельный, косо усечённый, перепончато-окаймлённый носик 0,8—1(1,3) мм длиной. Рылец 2.
Плод при основании без осевого придатка, двояко-выпуклый, обратнояйцевидный.
Цветёт в апреле, плодоносит в мае.
Число хромосом 2n=52.
Вид описан из Европы.

## Распространение
Северная Европа: Исландия, Фенноскандия, в том числе арктическая Скандинавия; Приатлантическая Центральная и частично Южная Европа; Арктическая часть России: Мурман, Канин, Тиманская тундра (река Индига), Большеземельская тундра (Сивая Маска), остров Колгуев; Европейская часть России: северная половина, в Заволжье окрестности Сергеевска; Беларусь: верховья Днепра; Украина: Львовская область, север средней части бассейна Днепра; Урал; Западная Сибирь: к югу от 63° северной широты; Восточная Сибирь: бассейн Енисея и к югу от Енисейска, единичные находки в Прибайкалье.
Растёт на моховых болотах, мшистых болотистых лугах, по болотистым берегам рек; на равнине и в горах, до верхней части лесного пояса.